# MyBB
MyBB(구 명칭: MyBBoard, 원 명칭: MyBulletinBoard)는 MyBB 그룹이 개발한 자유-오픈 소스 포럼 소프트웨어이다. PHP로 작성되었고, MariaDB, MySQL, PostgreSQL, SQLite를 데이터베이스 시스템으로 지원하며, 추가로 데이터베이스 장애 극복 기능을 지원한다. 다국어로 제공되며 LGPL에 따라 라이선스가 부여된다. 이 소프트웨어는 사용자가 MyBB 인스턴스를 통해 커뮤니티 기반의 상호 작용을 촉진할 수 있게 한다.

## 역사 및 개발

### MyBB 1.0 및 1.1
XMB에서 포크되어 크리스 볼턴이 2002년 DevBB로 설립했으며, MyBB의 첫 공개 릴리스(RC1)는 2003년 12월 10일에 발표되었다. 2년 후인 2005년 12월 9일에 MyBB 1.0이 출시되었다.
2006년 3월 9일, 1.1 버전이 출시되었다. 이 시리즈의 마지막 버전은 2006년 8월 20일에 출시된 보안 업데이트인 1.1.8이었다.

### MyBB 1.2
2006년 9월 2일, 개정 및 재작성된 코드 베이스와 40개 이상의 새로운 기능을 포함한 MyBB 1.2가 출시되었다. 1.2 시리즈에 대한 지원은 2009년 6월 1일에 공식적으로 종료되었지만, 보안 업데이트는 2009년 12월 31일까지 제공되었다.
1.2 시리즈의 최종 버전인 1.2.14는 2008년 7월 17일에 발표된 보안 및 유지 보수 업데이트였다. 1.2 시리즈를 계속 사용하는 사용자를 위해 후속 보안 업데이트에서 여러 보안 패치가 제공되었다.

### MyBB 1.4
긴 베타 단계를 거쳐 MyBB 1.4는 2008년 8월 2일에 완전히 개정되고 재설계된 관리자 제어판(ACP)을 포함하여 70개 이상의 새로운 기능과 함께 출시되었다.
2008년 10월 12일, MyBB 1.4.2가 출시되었다. 이 버전은 MyBB의 라이선스를 독점 소프트웨어에서 GNU GPL v3로 변경했다. 라이선스 변경은 KDE의 요청에 따른 것으로, KDE는 관련 발표에서 메일링 리스트의 대안으로 MyBB를 사용하여 첫 웹 기반 커뮤니티를 시작했다.
2009년 5월 2일, 시간 제약으로 인해 창립자 크리스 볼턴은 일상적인 책임을 데니스 창(이전 지원 팀 관리자)에게 맡겼고, 그는 MyBB의 제품 관리자 자리를 인계받았다. 매트 로고스키는 나중에 데니스의 지원 팀 관리자 책임을 인계받았다.
지금까지 MyBB의 개발 대부분은 비공개 주기에서 내부적으로 이루어졌다. 오픈 소스 라이선스로 전환한 후, 2009년 8월 19일 MyBB 그룹은 사용자가 공식 버그 추적기에 접근하고 서브버전 저장소에 대한 읽기 권한을 가질 수 있도록 개발 접근을 개방했다.
1.4 시리즈의 최종 버전은 2011년 4월 17일에 보안 업데이트로 출시된 1.4.16이었다. 이 시리즈에 대한 지원은 유지 보수 및 보안 릴리스 모두 2011년 7월 1일에 종료되었다.

### MyBB 1.6
2010년 8월 3일, MyBB 1.4 출시 2주년에 MyBB 1.6이 출시되었으며, 40개 이상의 새로운 기능과 많은 조정, 수정 및 성능 최적화가 포함되었다. 1.6 시리즈는 GNU LGPL v3에 따라 배포되며 최소 PHP 5.1이 필요하다.
1.6 시리즈 기간 동안 MyBB 그룹의 여러 고위 멤버가 직책을 변경했다. 2010년 10월 3일, 팀 벨은 MyBB의 일상적인 운영과 MyBB 제품의 마케팅 측면을 담당하는 제품 관리자로 승진했다. 데니스 창은 MyBB의 소프트웨어 설계 및 개발을 돕는 기술 고문직을 맡았다.

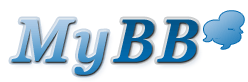
이전 MyBB 로고

2010년 12월 5일, 지난 5년간 MyBB의 선임 개발자였던 라이언 고든이 새로운 도전을 위해 사임했다. 그 결과 톰 무어가 라이언의 개발 책임을 인계받았고 딜런 M이 MyBB 병합 시스템의 관리를 인계받았다.
2011년 7월 26일 출시된 MyBB 1.6.4는 가장 큰 MyBB 업데이트 중 하나였으며, 1.6의 이전 릴리스의 오류로 인해 모든 핵심 파일이 교체되어야 했던 MyBB 역사상 첫 릴리스였다. 또한 일반적으로 주요 포인트(기능) 릴리스에만 예약되어 있는 기능 변경 사항을 포함한 첫 릴리스였지만, MyBB 서버 침해 중에 1.6.4를 실행하는 포럼 설치를 악용하는 데 사용될 수 있는 위험한 코드로 릴리스가 오염되었다는 사실이 발견되면서 오점을 남겼다. 새로운 기능 업데이트를 포함하는 단계는 MyBB의 다음 시리즈인 MyBB 2.0이 개발되는 동안 1.6 시리즈의 수명을 연장하기 위해 취해졌다.
2011년 11월 25일, MyBB 1.6.5가 출시되었다. 이 버전에는 reCAPTCHA 지원 및 스팸 사용자 방지 개선 사항을 포함한 10개 이상의 새로운 기능 업데이트가 포함되었다.
2012년 2월 10일, MyBB 1.6.6이 보안 업데이트로 출시되었다. 14개의 낮은 위험도 취약점을 수정하고 비CSS 스타일시트를 가져올 수 있는 문제를 수정했다. MyBB는 또한 1.6.5에서 공지가 사라지는 버그를 수정했다. 2012년 2월 14일, MyBB 그룹은 MyBB 1.6.6이 의도치 않게 개발 코드가 포함된 상태로 원래 출시되었다고 발표했다.
2012년 3월 31일, MyBB 1.6.7이 출시되었으며, 70개 이상의 문제를 수정하고 5가지 기능 업데이트를 도입했다. 4개의 SQL 인젝션 취약점(낮은 위험), XSS 취약점 및 경로 공개 문제를 수정했다. 기능 업데이트에는 포럼 규칙의 더 넓은 표시, 사용자 정의 중재자 도구 권한, 당신을 무시한 사용자에게 이메일을 보내는 재정의 권한, 그리고 사용자가 이메일 주소로 로그인할 수 있는 기능이 포함되었다.
2012년 5월 27일, MyBB 1.6.8이 출시되었다. 이 버전은 일반 유지 보수 릴리스였으며 보고된 40개 이상의 문제를 수정했다. EU 사용자를 위한 지원을 제공하기 위해 방문자가 읽은 포럼 또는 스레드를 추적하는 쿠키는 이제 세션 쿠키이다. 이 쿠키에 저장된 정보는 사용자의 브라우저가 닫힐 때 파기된다.

### MyBB 1.8
MyBB 팀은 MyBB가 MyBB 1.6에서 2.0으로 바로 넘어갈 것이라고 여러 번 말했다. 그러나 2012년 4월 1일, MyBB 그룹은 실제로 MyBB 1.8이 있을 것이라고 발표했다. 많은 이들이 이것을 만우절 농담으로 여겼다. 그러다 2012년 4월 3일, "만우절 농담이 아니었다"는 또 다른 블로그 게시물이 나왔다. MyBB 1.8은 MyBB 선임 디자이너 저스틴 S.의 Apart 테마 시리즈를 기반으로 한 새로운 기본 테마를 특징으로 할 것이다. 테마와 관련된 새로운 기능이 발표되었다.
[연결 가능한 기본 색상]은 스타일시트를 연결할 수 있는 색상을 만들 수 있게 한다(페이지에 스타일시트를 연결할 수 있는 것과 동일). 또한 모든 스타일시트의 표시 순서를 설정하여 스타일을 재정의할 수 있다. 이러한 변경 사항을 통해 원하는 만큼 많은 사용자 정의 색상으로 테마를 추가할 수 있다. 1.x에 이미 존재하는 부모/자식 테마 구조를 사용하여 특정 사용자 그룹이 이러한 색상을 사용하도록 제한하거나 허용할 수 있으며, 이들은 주 스타일시트를 상속하므로 관리가 매우 쉽다. 따라서 다른 색상 헤더를 위해 수십 개의 다른 테마를 설치할 필요가 더 이상 없다.
이 게시물은 MyBB의 기본 자바스크립트 라이브러리가 현재 프로토타입 자바스크립트 프레임워크에서 더 인기 있는 jQuery로 변경될 것이라고 계속 말했다. 삭제된 게시물을 중재자 제어판에서 복구할 수 있는 새로운 "휴지통" 소프트 삭제 기능도 발표되었다. 또한 스팸 닌자라고 불리는 공식 스팸 방지 플러그인을 출시하는 대신, MyBB 팀은 많은 새로운 스팸 방지 기능을 MyBB 코어에 직접 추가할 것이라고 언급되었다.
MyBB 팀은 또한 개발 SVN 저장소가 자체 개발 사이트인 dev.mybb.com 보관됨 2012-09-04 - 웨이백 머신에서 깃허브로 이동할 것이라고 발표했다. 깃허브 저장소는 2013년 1월 23일에 일반에 공개되었다. 개발 사이트의 모든 열린 문제는 2014년 3월 3일에 깃허브로 이전되었다.
2014년 9월 1일, MyBB 1.8이 24개 이상의 새로운 기능과 많은 개선 사항과 함께 출시되었다. 이러한 변경 사항에는 프론트엔드 포럼 및 백엔드 관리자 CP 모두를 위한 새로운 테마, IPv6 기능, 소프트 삭제, 그리고 오랫동안 기다려온 프로토타입에서 더 인기 있는 jQuery로의 자바스크립트 라이브러리 변경이 포함된다. 이 릴리스에서는 또한 업데이트된 웹사이트 디자인과 새로운 로고 및 브랜드의 구현도 이루어졌다.

#### 브랜딩 변경
2011년 4월 22일, MyBB 그룹은 MyBB의 마스코트를 만들기 위해 "창의적인 낙서가"를 찾고 있다고 발표했다. 오덴시오 디자인의 마이크 크루저가 이 일을 맡았다. 새로운 MyBB 마스코트와 로고는 2012년 1월 12일에 공식적으로 발표되었다. 마스코트의 이름을 제안하기 위한 포럼 토론이 시작되었다. 상위 10개 이름이 투표에 부쳐졌고, 커뮤니티는 MyBB 창립자 크리스 볼턴과 MyBB의 속도 및 사용 편의성을 나타내는 "볼트"라는 이름으로 투표하고 결정했다.

### MyBB 1.9
커뮤니티 투표 후, MyBB 2.0 개발은 보류되었고, 개발은 1.9부터 시작하여 더 빠르게 출시될 수 있는 소규모 1.x 업데이트로 전환되었다. 1.9는 트위그 템플릿 시스템으로 작성된 반응형 테마를 특징으로 하며, 현재 편집기를 TinyMCE로 대체하고 Swiftmailer 메일 핸들러를 도입한다. 관리자 제어판에 일부 사용자 정의 기능이 추가될 것이다. 2018년 1월, 선임 개발자 유안은 2018년 1분기에 MyBB 1.9 베타 버전을 발표했다. 2019년 8월에는 개발팀이 업데이트된 출시일을 발표하지 않았다. January 2023년 기준, MyBB 1.9 베타는 아직 출시되지 않았다. 2024년 7월, MyBB는 MyBB 1.9의 첫 개발 마일스톤을 발표하며, 향후 변경 사항과 MyBB 1.9 개발 환경 설정 지침을 문서화했다.

### MyBB 2.0
MyBB의 다음 주요 릴리스는 MyBB의 일반적인 릴리스 주기 내에서 출시될 2.0이 될 것이다. 라라벨 PHP 웹 애플리케이션 프레임워크를 사용하여 MVC 방식으로 처음부터 다시 작성될 것이다. 깃허브 개발 저장소는 공개적으로 기여를 받을 것이며, 새 코드베이스가 "모든 기본 기능을 갖춘 작동하는 소프트웨어"가 되면 알파 다운로드가 출시될 것이다. MyBB 2.0 개발은 2018년 6월에 보류되었다.

### 기부 모금 운동
2010년 4월 27일, MyBB 그룹은 mybb.com 도메인 네임을 구매하기 위한 기부 모금 운동을 시작했다. 그룹은 이전을 위해 커뮤니티 기부금으로 5,000달러를 모금해야 했으며, 설립자 크리스 볼턴과 커뮤니티 회원 제시 라브로카가 개인적으로 1,000달러를 제공하여 커뮤니티에서 3,000달러를 모금하게 되었다.
한 달 후인 2010년 5월 27일, MyBB.com이 이전되어 사이트 전체에서 사용되기 시작했다.

## 기능

### 데이터베이스 지원
MyBB는 여러 데이터베이스 엔진을 지원한다. MariaDB, MySQL, PgSQL 및 SQLite v2 및 v3를 지원한다. MyBB는 또한 데이터베이스 장애 극복 지원을 제공하여 한 데이터베이스가 실패하면 MyBB가 목록의 다음 데이터베이스를 로드한다. 마스터-슬레이브 데이터베이스도 구성 가능하다.

### 플러그인 및 테마
MyBB는 확장 가능하며 쉽게 사용자 정의할 수 있다고 주장한다. MyBB 플러그인은 PHP로 작성되었으며 후킹 기술을 사용한다. 워드프레스와 같은 다른 소프트웨어와 달리, 플러그인은 관리자 패널에서 플러그인 없이 업로드가 지원되지 않으므로 FTP를 통해 업로드해야 한다. 그러나 이는 모든 수정 사항이 핵심 파일 편집인 phpBB에서 사용되던 이전 확장 방식에 비해 상당한 이점이다.
MyBB 테마는 관리자 제어판 내에서 작성되며 XML 파일로 내보내진다. XML 파일에는 수정된 모든 MyBB 템플릿과 CSS 스타일시트가 포함되어 있으며, 추가 리소스(예: 이미지)와 함께 Zip 파일로 재배포된다.
MyBB 모드 웹사이트에는 2,400개 이상의 플러그인과 테마가 있으며, 그 중 일부는 알림, 챗박스, 프로필 기능, 사용자 태그 지정 및 기타 여러 확장을 포함한 추가 기능을 추가한다. MyBBCentral 또는 MyBB-Plugins와 같은 다른 많은 MyBB 리소스 사이트에서도 독점적이며 때로는 유료인 플러그인과 테마를 제공한다.

## 보안
MyBB는 비교적 낮은 위험도의 보안 기록을 가지고 있다. 2008년 8월, MyBB는 보안 감사(GulfTech 제공)를 수행했으며, 이는 2008년 9월 17일 MyBB 1.4.2 출시로 이어졌다.
MyBB 그룹은 보안을 최우선으로 하여 소프트웨어의 취약점을 책임감 있게 공개하는 사람들을 인정하기 위해 MyBB 웹사이트에 "보안 명예의 전당"을 운영하고 있다.
2011년 10월, MyBB는 제3자 코드가 1.6.4 릴리스 파일을 오염시켰다는 것을 발견했다. 이 코드는 영향을 받는 버전을 실행하는 포럼에서 보안 취약점을 악용하는 데 사용될 수 있었다. 나중에 mybb.com이 웹사이트를 운영하는 데 사용하는 사용자 정의 CMS의 보안 결함으로 인해 악의적인 사용자가 다운로드 파일을 변경하여 자체 코드를 포함할 수 있었던 것으로 밝혀졌다.
이 침입의 결과로, MyBB 그룹은 릴리스의 보안을 보장하기 위해 깃허브를 통해 다운로드를 호스팅하고 있다. 2011년 MyBB 커뮤니티 포럼에 포럼 보안 섹션이 개설되어 악용 피해를 입은 사용자에게 지원을 제공하고 있다.
2011년 내내 자동화된 등록으로 인해 많은 MyBB 기반 포럼에서 포럼 스팸이 발생했다. 2011년 11월 25일에 출시된 MyBB 1.6.5에서는 관리자가 스팸 사용자를 찾아 효과적으로 관리하는 데 도움이 되는 추가 방법과 표준 reCAPTCHA 지원이 추가되었다.
2012년 5월, 해커 그룹 UGNazi는 사회공학 기술을 사용하여 MyBB.com 도메인에 대한 무단 제어권을 얻었다. 이 공격은 제3자 웹사이트인 HackForums에서 MyBB 소프트웨어를 사용한 것에 대한 동기가 부여된 것으로 보인다.

## 병합 시스템
MyBB 병합 시스템은 2007년 초에 처음 개발되었다. MyBB 병합 시스템 1.6은 Invision Power Board, phpBB, 심플 머신스 포럼, PunBB, bbPress, 또는 vBulletin에서 MyBB로 변환하거나, MyBB 설치를 병합할 수 있게 한다. MyBB 병합 시스템 1.8은 bbPress 버전 2.5, FluxBB, Invision Power Board 버전 3 및 4 (사전 릴리스 버전), MyBB 버전 1.8 (병합), phpBB 버전 3, SMF 버전 1.1 및 2.0, PunBB 버전 1.2, 바닐라, vBulletin 버전 3 및 4, WoltLab Burning Board 버전 3, 4 및 Lite 2, XenForo에서 변환을 허용한다.

## 평가
MyBB는 forum-software.org에서 10점 만점에 9.6점의 평가를 받았으며 2008년, 2010년, 2011년 그리고 2012년에 같은 사이트에서 최고의 무료 포럼 소프트웨어로 선정되었다. The H와 같은 잡지에 실렸으며 웹에서 HackForums, CSNbbs, 그리고 여러 EA Sports 게시판을 포함한 여러 규모 있는 포럼을 운영한다.

## 같이 보기
- 인터넷 포럼 소프트웨어 비교